# Neoitamus cothurnatus
Neoitamus cothurnatus là một loài ruồi trong họ Asilidae. Neoitamus cothurnatus được Meigen miêu tả năm 1820.